# 汤头沟站
汤头沟站是一个京通线上的铁路车站，位于河北省隆化县汤头沟乡，建于1980年，目前为四等站，邮政编码为068155。目前客运：办理旅客乘降；不办理行李、包裹托运；货运：办理整车货物发到。